# Reminds Me
"Reminds Me" é uma canção da cantora e compositora alemã Kim Petras. Foi lançada em 11 de fevereiro de 2020 pela BunHead.

## Composição e lançamento
"Reminds Me" foi composta pela cantora em conjunto com Dr. Luke, Theron Thomas, Sam Sumser, Sean Small e Aaron Joseph, sendo produzida por Luke, Small, Sumser e Joseph. Na letra, Petras afirma que não quer continuar chorando pelo ex-namorado.
Conduzida por um backbeat inspirado no hip-hop, "Reminds Me" trata-se de um inquestionável fim de relacionamento. Construído em torno de um senso de repetição abrangente e abrangente, Petras ilustra o poder que os sentimentos remanescentes têm sobre nós. Na letra da música, todo programa, toda música e todo lugar e objeto serve como um lembrete vívido do que foi e do que poderia ter sido. No entanto, apesar dos sentimentos duradouros de desgosto, ela nunca se sente muito preocupada com a realidade pós-separação.
Em uma entrevista para a Apple Music, Kim disse o seguinte:
| “ | "Reminds Me" é uma música de fim de relacionamento anti-Dia dos Namorados. Eu queria fazer uma música para mim e para todos os outros que talvez não estivessem recebendo flores ou chocolates este ano. Toda vez que você pensar em um relacionamento passado, ouça isso e saia comigo. | ” |

O single foi anunciado oficialmente dois dias antes do lançamento da música em 11 de fevereiro de 2020.

## Recepção critica
Madeline Roth, da MTV, descreveu "Reminds Me" como uma "música anti-namorados" e um "fracasso de separação", com Petras "espalhando seus pensamentos sobre uma batida de R&B". Shaad D'Souza, do The Fader, chamou a música de "balada de armadilha baixa e com ritmo intermediário" e "o tipo de faixa que se encaixaria perfeitamente no álbum de estreia de Petras, Clarity". Capital FM fez uma descrição muito semelhante, também chamando a faixa de "constante". Mike Nied, do Idolator, descreveu a música como um "bop" com letras "relacionáveis", que ele disse "capturam como é ter seu coração partido por alguém em quem você confiava". Nied disse que a música tem Petras "afugentando memórias de um ex" e "[luto] por uma paisagem sonora esparsa. Lake Schatz do Consequence of Sound, descreveu a canção "como uma melodia", e Valerie Stepanova, da V Magazine, chamou a música de "ruptura pesada". Billy Nilles, da E! News, escreveu que a música era "notavelmente relacionável". Laura Johnson, da Stereoboard, chamou a música de "faixa pop com ritmo pesado e influenciado por R&B".

## Promoção
Em 8 de fevereiro, Petras tocou a música na Manchester Academy na segunda noite de suas duas noites. Na data de lançamento do single, Petras twittou: "💔 #REMINDSME ESTÁ DISPONÍVEL AGORA 💔 eu queria fazer uma música para todo mundo que não estivesse recebendo flores e chocolates neste dia dos namorados. Ouça essa merda se você me sentir!!" O lançamento da música foi acompanhado de um anúncio de que Petras se juntaria a Camila Cabello para abrir os shows da mesma durante a parte européia da The Romance Tour.

## Apresentações ao vivo
Kim Petras apresentou a faixa ao vivo pela primeira vez em um show em Amsterdã durante a passagem da Clarity Tour em 24 de janeiro de 2020.
A segunda apresentação ao vivo da faixa foi com a Vevo, ao lado de "Icy", single presente em seu álbum de estréia.

## Histórico de lançamento
| Região | Data                    | Formato                    | Gravadora | Ref.          |
| ------ | ----------------------- | -------------------------- | --------- | ------------- |
| Mundo  | 11 de fevereiro de 2020 | download digital streaming | BunHead   | [ 22 ] [ 23 ] |